# خورشید (فیلم ۱۳۹۸)
خورشید فیلمی ایرانی در ژانر درام به کارگردانی مجید مجیدی و تهیه کنندگی امیر بنان محصول سال ۱۳۹۸ است. این فیلم به نویسندگی مشترک مجید مجیدی و نیما جاویدی است. خورشید برنده سیمرغ بلورین بهترین فیلم و بهترین فیلمنامه در سی و هشتمین جشنواره فیلم فجر شده‌است.

## داستان
این فیلم به مسئله کودکان کار می‌پردازد.
داستان فیلم داستان نوجوانی به اسم علی است که از طرف یک مرد به دنبال یک زیرخاکی می‌رود و…

## بازیگران
- روح‌الله زمانی
- جواد عزتی
- طناز طباطبایی
- علی نصیریان
- صفر محمدی
- علی غابشی
- مالک اخلاقی
- علی تقوا زاده
- بابک لطفی خواجه پاشا
- ابوالفضل شیرزاد
- شمیلا شیرزاد
- یوسف صفری بختیاری

## گروه تولید
- نویسنده و کارگردان: مجید مجیدی
- مدیر فیلمبرداری: هومن بهمنش
- طراح صحنه: کیوان مقدم
- طراح لباس: امیر ملک پور

## حضور در جشنواره‌ها
خورشید به عنوان نماینده سینمای ایران در بخش مسابقه اصلی (رقابتی) شیر طلایی در هفتاد و هفتمین دوره جشنواره بین‌المللی فیلم ونیز انتخاب و برنده جایزه فانوس جادویی این جشنواره شد. همچنین با انتخاب منتقدان هالیوود ریپورتر، خورشید در شمار بیست فیلم برتر دو جشنواره ونیز و تورنتو در سال ۲۰۲۰ قرار گرفت.
این فیلم به عنوان نمایندهٔ سینمای ایران در اسکار ۲۰۲۱ معرفی شد.

## اکران آنلاین
فیلم خورشید پس از چند هفته اکران در سینماهای کشور، بخاطر محدودیت‌های کرونایی متوقف شد. پس از آن صاحبان اثر تصمیم به اکران آنلاین آن گرفتند. اکران آنلاین جدیدترین فیلم مجید مجیدی در حالی پایان یافت که در مجموع ۹۰ هزار و ۹۲۱ بلیت به فروش رفت و فیلم خورشید در گیشه سینمای آنلاین رقم ۲ میلیارد و ۷۲۷ میلیون و ۶۳۰ تومان را به ثبت رساند.

## جوایز و افتخارات

### سی و هشتمین دوره جشنواره فیلم فجر
| رده                        | نامزد                     | نتیجه    |
| -------------------------- | ------------------------- | -------- |
| بهترین فیلم                | مجید مجیدی و امیر بنان    | برنده    |
| بهترین کارگردانی           | مجید مجیدی                | نامزدشده |
| بهترین فیلمنامه            | مجید مجیدی و نیما جاویدی  | برنده    |
| بهترین فیلم‌برداری          | هومن بهمنش                | نامزدشده |
| بهترین تدوین               | حسن حسن دوست              | نامزدشده |
| بهترین موسیقی متن          | رامین کوشا                | نامزدشده |
| بهترین صدا                 | حسین بشاش و محمدرضا دلپاک | نامزدشده |
| بهترین طراحی صحنه          | کیوان مقدم                | برنده    |
| بهترین جلوه‌های ویژه میدانی | ایمان کرمیان              | نامزدشده |
| بهترین جلوه‌های ویژه بصری   | جواد مطوری                | نامزدشده |

- جایزه ویژه هیئت داوران برای بازیگران نوجوان فیلم.

### سی و نهمین دوره جشنواره فیلم فجر
| رده        | نامزد        | نتیجه |
| ---------- | ------------ | ----- |
| بهترین عکس | سحاب زری باف | برنده |

### هفتاد و هفتمین دوره جشنواره بین‌المللی فیلم ونیز(۲۰۲۰)
- نامزد شیر طلایی بهترین فیلم برای جشنواره فیلم ونیز
- جایزه فانوس جادویی بخش جنبی جشنواره فیلم ونیز[۱۰]
- جایزه مارچلو ماسترویانی (بهترین بازیگر نوظهور جشنواره) برای روح‌الله زمانی بازیگر نوجوان فیلم خورشید[۱۱]

### سی‌و‌سومین جشنواره فیلم کودک و نوجوان
بخش مسابقه بین‌الملل:
- پروانه زرین و دیپلم افتخار بهترین فیلم برای امیر بنان و مجید مجیدی
- پروانه زرین و دیپلم افتخار بهترین کارگردانی برای مجید مجیدی
- پروانه زرین و دیپلم افتخار بهترین بازیگر برای روح‌الله زمانی

بخش مسابقه سینمای ایران:
- پروانه زرین بهترین کارگردانی برای مجید مجیدی.

### هشتمین جشنواره بین‌المللی فیلم شهر
- برگزیده به‌عنوان بهترین فیلم[۱۲]